# 503电厂
503电厂又名503地下战备电厂、新庄发电厂，位于中華人民共和國四川省攀枝花市西区格里坪镇新庄村小尖山南麓，紧邻金沙水电站，是中华人民共和国第一个地下战备火力发电厂。503电厂已于2007年停产，2019年被列为省级文物保护单位。

## 建设历程

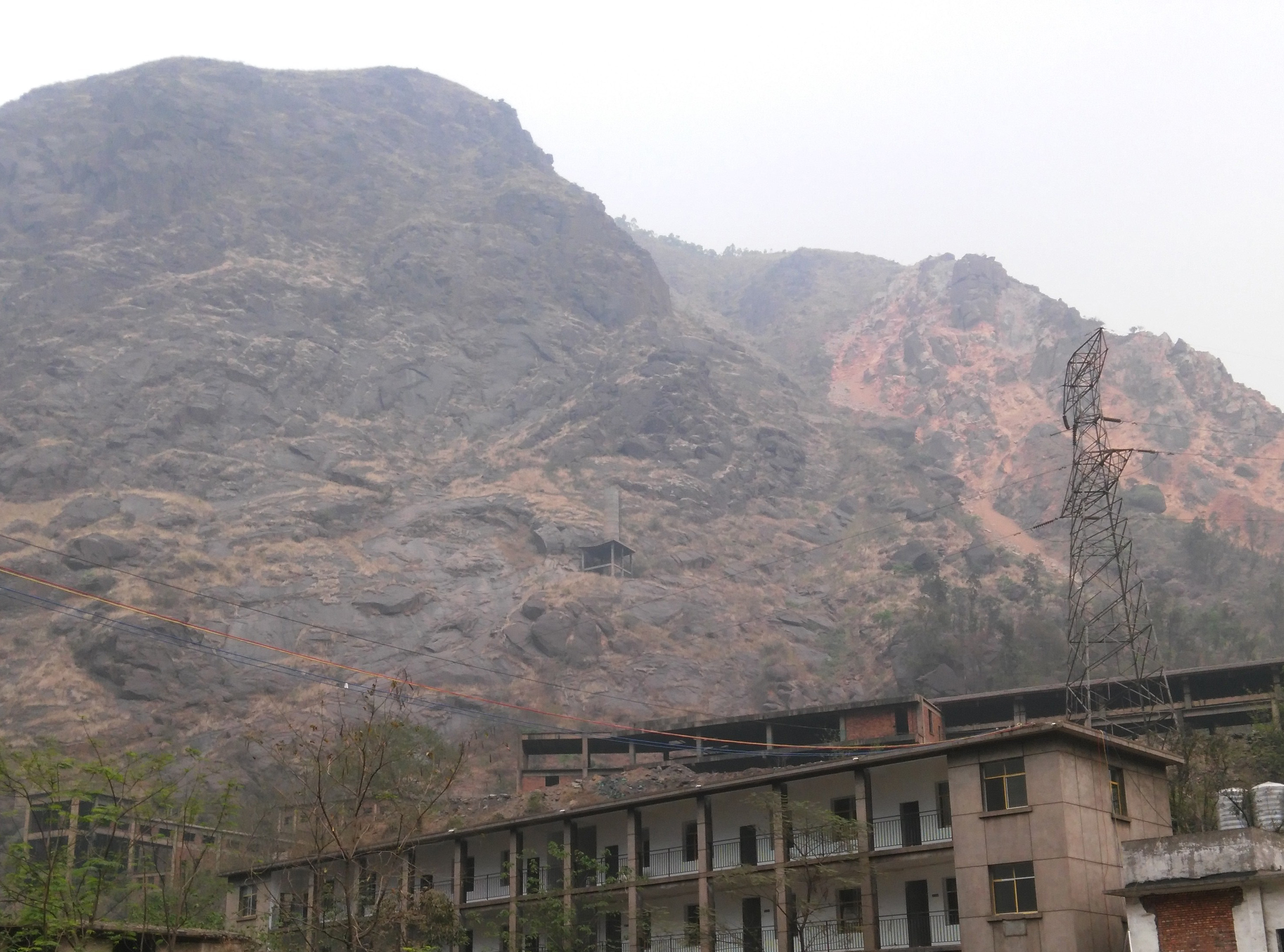
烟气出口在悬崖峭壁上（摄于停产后）

1964年开始，中华人民共和国政府在中国内地省份进行一系列以备战、备荒为目的的大规模国防、科技、工业、电力和交通基本设施建设，即“三线建设”。
1966年初，作为三线建设的重点工程，503电厂开始筹建工作。同年7月，水电部西南电力设计院完成503厂的勘察设计工作。1967年底，国家建委第五土石方公司开始挖掘工程的准备工作。1968年，503电厂的挖掘工程正式开始。1971年完成挖掘工程。基于战备目的，503电厂选址极为隐蔽，四周山峰均高出洞室700米以上，主体建筑均开凿于山体内部，深220米，最长跨度24米，土石方总工程量36万立方米，各洞穴总长度3700米，总面积22400平方米以上。拱顶固体施工采用当时最先进的喷锚浇铸工艺，工程质量极高。503电厂的两台发电机组由四川省电建二公司安装，分别于1975年和1977年投入使用，功率均为50000千瓦，总装机容量为100000千瓦。

## 停产及后续
2007年1月20日，中华人民共和国国务院批转发展改革委、能源办《关于加快关停小火电机组若干意见》。按其要求，503电厂的两台发电机组分别于2007年1月15日和2007年3月15日先后关停。
2008年5月23日，攀枝花发电公司按相关政策招标，拟对503电厂进行破坏性拆除。同年6月3日，经攀枝花市西区人民政府发文，503电厂被确认为县级文物保护单位。经多方紧急磋商，503电厂的核心部位均未受到破坏。
2019年1月14日，503地下战备电厂作为近现代重要史迹及代表性建筑列入四川省第九批省级文物保护单位。